# Un de la Canebière
Un de la Canebière est une opérette conçue avec des lyrics d’Alibert, René Sarvil et Raymond Vincy sur une musique de Vincent Scotto, créée en 1935.
Cette opérette marseillaise est la plus connue avec des airs comme J'aime la mer comme une femme, Les Pescadous... ouh ! ouh !, Canebière, Le plus beau tango du monde, Vous avez l'éclat de la rose et Un petit cabanon.

## Argument
Toinet, Girelle et Pénible sont trois amis marseillais en peine de cœur. Toinet et Girelle aiment Francine et Malou (qui est aussi aimée par Bienaimé des Accoules) et Pénible aime Margot qui aime Girelle... 
Pour séduire leurs dames, Toinet et Girelle décident de faire croire qu'ils sont riches et possèdent une usine de sardines. Margot pousse Bienaimé à leur acheter un grand nombre de boîtes de sardines pour démasquer leur supercherie. À leur grande surprise, Toinet et Girelle acceptent le contrat et le font signer par la tante Clarisse qui n'est autre que Pénible. 
Le soir même ils décident de faire disparaître fictivement la fausse tante Clarisse pour trouver un prétexte pour ne pas respecter leur contrat. Un armateur grec retrouve les habits de la tante et croit l'avoir tuée avec son bateau et donne beaucoup d'argent aux trois Marseillais pour « gagner leur silence ». 
Avec cet argent, les trois Marseillais achètent une véritable usine de sardines et honorent leur contrat... 
Les aventures de Toinet, Girelle et Pénible les ont rendus sympathiques auprès de leur dame et ils trouvent l'amour dans la simplicité. Ce que demande un Marseillais, c'est simplement « un petit cabanon » pour être heureux.

## Fiche technique
- Titre original : Un de la Canebière
- Lyrics : Henri Alibert, René Sarvil, Raymond Vincy[1]
- Musique : Vincent Scotto
- Mise en scène : Maurice Poggi
- Orchestre : Georges Sellers
- Décors : Jean Julien
- Pays d'origine :  France
- Genre : opérette en 2 actes et 10 tableaux
- Durée : 120↔150 minutes
- Date de création : 1er octobre 1935 à Lyon au Théâtre des Célestins[2],[3]
- Présentation à Paris : 18 octobre 1935 à Bobino[2]
- Affiches : Georges Dastor, Fernand François (France)

## Personnages
Acteurs à la création
- Alibert : Toinet, un pêcheur
- Rellys : Pénible, un pêcheur
- Gorlett : Girelle, un pêcheur
- Mireille Ponsard : Francine, une vendeuse du marché central
- Marguerite Villy : Malou, une vendeuse du marché central
- Régine Gall : Marie, dite « la lionne des Flandres », épouse de Charlot et maîtresse de Toinet
- Gerlatta : Margot, la patronne du marché central
- André Berki : Bienaimé des Accoules
- Minot : le mousse jeune
- Rolla : Garopoulos, riche armateur grec
- Roger Prégor et Ruys en alternance : Charlot
- Paquita Sol : la tante Clarisse de Barbentane

## Reprises
Pour les représentations datant d'avant 1994 (notamment celles de 1974 à 1987), consulter Un de la Canebière sur data.bnf.fr.
- 1937 reprise au théâtre des Variétés[4] dont la 500e[5] et 800e[6].
- 1994 : production par La Compagnie des cigales de Provence, mise en scène d'André Fandrel (tournée en Provence)[Note 1].
- 2006 : production de l'Opéra-théâtre d'Avignon et des Pays de Vaucluse, mise en scène Jacques Duparc et scénographie de Christophe Vallaux, direction musicale André Mornet, avec la participation du ballet de l'Opéra-théâtre d'Avignon (première représentation le 11 novembre).
- 2008 : production de l'Opéra-théâtre d'Avignon et des Pays de Vaucluse, mise en scène Jacques Duparc et scénographie de Christophe Vallaux, direction musicale Dominique Trottein, avec l'orchestre et le ballet de l'opéra de Toulon (Toulon).
- 2008-2012 : production Les Carboni, mise en scène Frédéric Muhl Valentin, collaboration artistique de Cristos Mitropoulos, création au Festival d'Avignon 2008, espace Léonard de Vinci (Mandelieu-la-Napoule), Tréteaux de France (Aubervilliers), festival d'Anjou (représentation au Château de la Perrière), festival de Figeac (représentation à l'espace François-Mitterrand), Théâtre 14 Jean-Marie Serreau (Paris), Le SEL[Note 2] de Sèvres, théâtre Alexandre-Dumas (Saint-Germain-en-Laye), théâtre du Chêne noir (Avignon), L'Odyssée (Orvault), Atelier Théâtre Jean Vilar (Ottignies-Louvain-la-Neuve).
- Janvier-février 2012 : production de l'Atelier lyrique de Bourgogne[7], mise en scène Philippe Padovani, direction musicale Bruce Grant, L'Interlude (Cholet), théâtre des Feuillants (Dijon).
- Février 2012 : production de l'Opéra-théâtre d'Avignon et des Pays de Vaucluse, mise en scène Jacques Duparc et scénographie de Christophe Vallaux, direction musicale Dominique Trottein, avec l'orchestre et le ballet de l'opéra de Toulon, opéra de Reims.
- 2012-2013 : production Festival d'Opérettes de Lamalou-les-Bains, mise en scène Frédéric L'Huillier, festival de Lamalou-les-Bains, La Cigalière (Sérignan), théâtre Le Majestic (Firminy).
- Novembre 2015 : production de l'Opéra-théâtre d'Avignon et des Pays de Vaucluse, direction d'orchestre et arrangements Dominique Trottein, mise en scène Jacques Duparc[Note 3], Théâtre municipal de l'Odéon-Marseille.
- Décembre 2015 : production de l'Atelier lyrique de Bourgogne[7], mise en scène Philippe Padovani, direction musicale Bruce Grant, théâtre Jean-Alary (Carcassonne).
- Octobre 2016 : production de la Compagnie lyrique du Languedoc, direction d'orchestre Bruno Conti, mise en scène Jack Gervais[Note 4], salle Bizet (Vauvert).
- Décembre 2018 : production Art Musical, mise en scène Jacques Duparc, direction musicale Bruno Membrey, Théâtre municipal de l'Odéon-Marseille.

## Filmographie

### Cinéma
1937 : Un de la Canebière réalisé par René Pujol, avec Alibert, Rellys, René Sarvil. 

### Télévision
1981 : Un de la Canebière, téléfilm réalisé par Michel Ayats, avec Edmond Ardisson (TF1).